# Уэльский национальный оркестр Би-Би-Си
Уэльский национальный оркестр Би-Би-Си (валл. Cerddorfa Genedlaethol Gymreig y BBC, англ. BBC National Orchestra of Wales, сокр. BBC NOW) — валлийский симфонический оркестр, один из пяти профессиональных оркестров вещательной корпорации Би-би-си.
Это единственная профессиональная организация симфонического оркестра в Уэльсе, выступающая как радиовещательный оркестр, так и национальный оркестр.

## История и деятельность
Ансамблем-предшественником Уэльского национального оркестра Би-Би-Си был оркестр Cardiff Station Orchestra, основанный в 1924 году; в 1928 году он был преобразован в National Orchestra of Wales. Проблемы с финансированием привели к расформированию этого музыкального коллектива в 1931 году. В 1935 году Валлийский оркестр Би-Би-Си был создан как ансамбль из 20 человек, но снова распущен в 1939 году с началом Второй мировой войны.
После окончания войны Валлийский оркестр Би-Би-Си был возрожден как ансамбль из 31 музыканта с Манселом Томасом в качестве его первого главного дирижёра. В 1947 году был основан хор BBC Welsh Chorus как дочерняя структура Валлийского оркестра Би-Би-Си. Количество участников Валлийского оркестра неуклонно увеличивалось, достигнув 44 музыкантов в сезоне 1960—1961 годов, 60 музыкантов в 1974 году и 66 музыкантов в 1976 году, когда название оркестра было изменено на Валлийский симфонический оркестр Би-Би-Си. В 1987 году его состав достиг 88 музыкантов, но в 2014 году был снижен до текущего уровня в 78 человек (в рамках экономии Би-Би-Си, предоставленной в то время директором Майклом Гарви).
В 1970-х годах был создан новый хор, который заменил прежний BBC Welsh Chorus с названием BBC Welsh Choral Society. А в 1993 году сам оркестр был переименован в BBC National Orchestra of Wales — чтобы лучше отразить его особую роль как национального оркестра, так и исполнительской группы корпорации Би-Би-Си. Одновременно хор также был переименован в BBC National Chorus of Wales.
Тадааки Отака, главный дирижёр BBC NOW с 1987 по 1995 год, в настоящее время является дирижёром-лауреатом премии этого же оркестра. Ричард Хикокс, главный дирижёр с 2000 по 2006 год, был почётным дирижёром оркестра до своей смерти в ноябре 2008 года. В июле 2011 года Томас Сёндергард был назначен 14-м главным дирижёром с сезона 2012—2013 годов с контрактом на четыре года. Официально он покинул должность главного дирижёра в июле 2018 года.
В Уэльском национальном оркестре Би-Би-Си работали и приглашённые дирижёры, среди них: Марис Янсонс, Джеймс Лакран, Як ван Стин и Франсуа-Ксавье Рот. Главным приглашенным дирижёром в сезоне 2016—2017 годов с первоначальным контрактом на три года стала Чжан Сянь — первая женщина-дирижер в истории Уэльского национального оркестра Би-Би-Си. В сентябре 2019 года Би-Би-Си объявила о назначении Лизы Трегейл новым директором Уэльского оркестра и хора с сезона 2020 года. Это первая женщина, которая заняла пост директора этой организации.
С января 2009 года коллектив имеет административную базу в Кардиффе с залом на 350 мест в Hoddinott Hall, находящемся на территории Уэльский миллениум-центр. Резиденция собственно оркестра находится в St David's Hall.
Уэльский национальный оркестр Би-Би-Си регулярно выступает по Уэльсу и за его пределами, включая международные туры и ежегодные выступления в Королевском Альберт-холле в Лондоне на Променадных концертах. Записывается на Би-Би-Си и на лейблах Chandos, Hyperion и Linn.

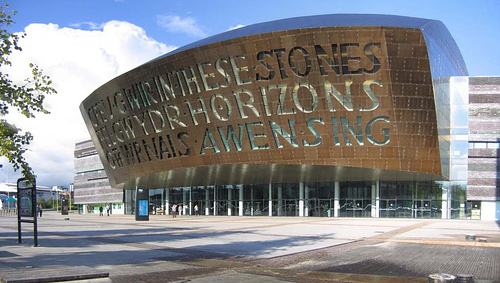
Миллениум-центр
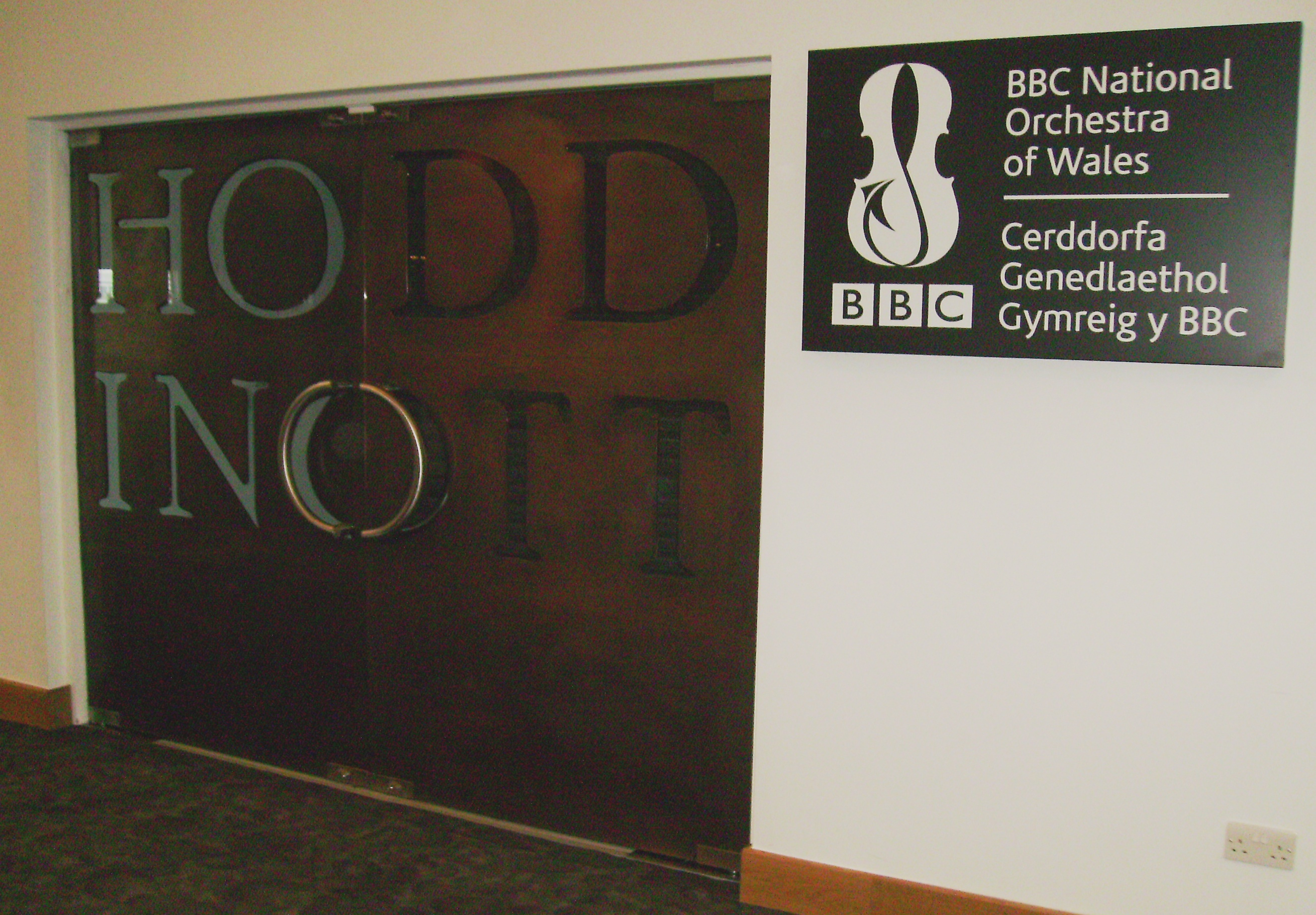
Вход в St David's Hall
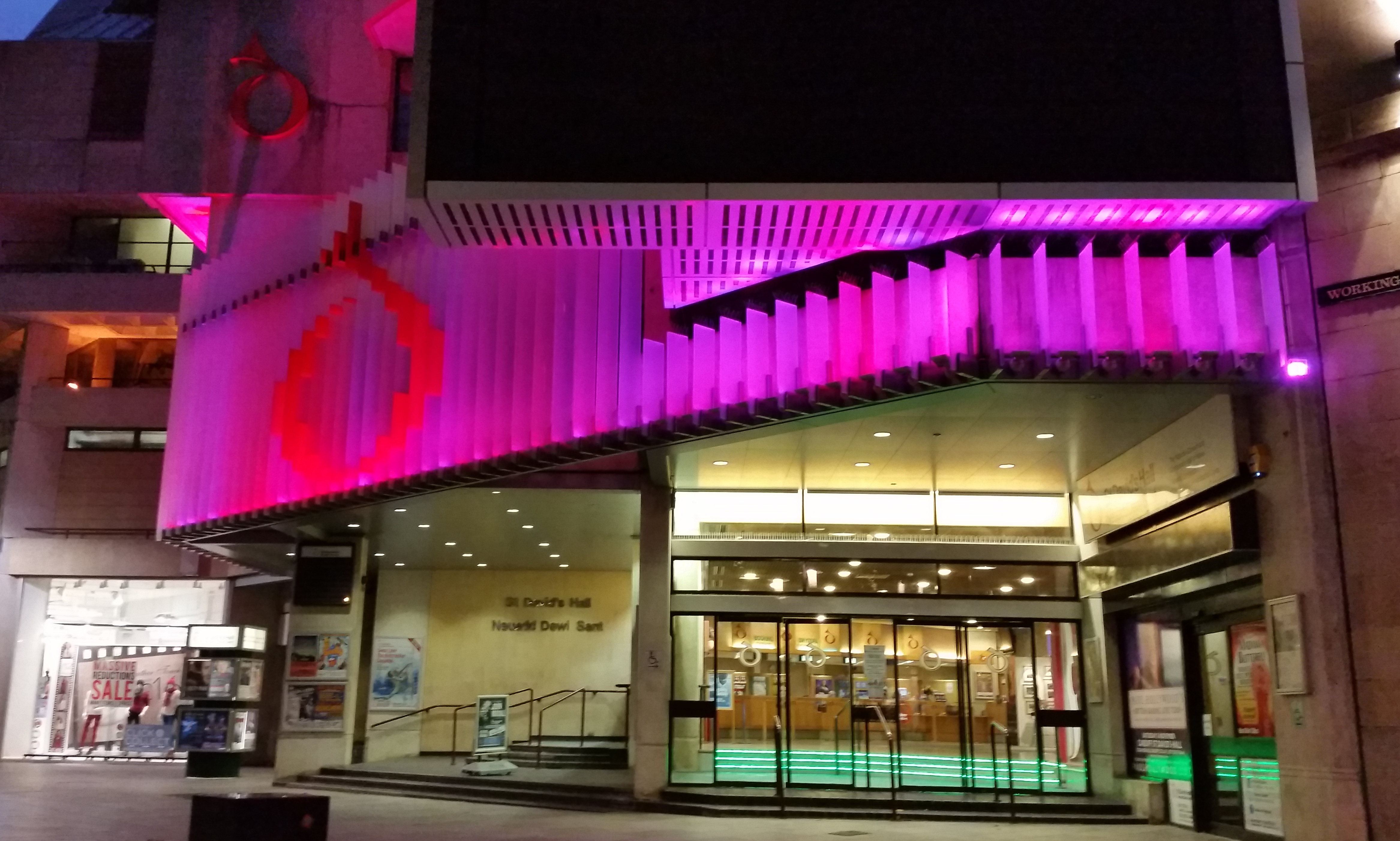
St David's Hall